# 马修·威廉姆森
马修·威廉姆森（英語：Matthew Williamson，1971年10月23日—）是英国时装设计师。

## 生平
他于1971年10月23日出生于英格兰曼彻斯特，并在17岁前就读于曼彻斯特的洛雷托学院。后来他搬到了伦敦并且进入了中央圣马丁艺术与设计学院，1994年从这里毕业。

## 职业生涯
他的同名时装店成立于1997年2月。同一年，威廉姆森初次进入伦敦时装周并在这里发表了“电子天使”系列。 2002年他的作品在纽约时装周展出。他位于伦敦梅费尔布鲁顿街28号的时装店于2004年开幕。
2005年他发布了香水系列，在之后的一年他被任命担任埃米利奥·普奇的创意总监。2007年，他的时装展被采纳进王子的专辑地球行星歌曲“切尔西·罗杰斯”的录影带中。同年，伦敦的设计博物馆为他举办了名为"马修·威廉姆森——十年时尚"的回顾展。
2008年威廉姆森被授予英国时尚大奖的"年度红毯礼服设计师"奖。 在这里他也曾三次被提名为年度最佳设计师。2008年9月马修·威廉姆森回到伦敦全身心投入于他自己品牌的投入与扩张。他在第7季天橋驕子中作为嘉宾客串出场。这一集在2010年1月28日播出。
2010年10月，马修·威廉姆森与MBFG签下授权协议。从此推出了新的品牌——Muse by Matthew Williamson。这个新的系列于2011年发售。